# Reprise
Reprise (português brasileiro) ou repetição (português europeu) é a reapresentação de programas de televisão e rádio. A transmissão de um conteúdo só pode ser caracterizada como reprise se dentro de uma mesma região, em ocasião anterior, o mesmo conteúdo tiver sido transmitido em caráter inédito.

## Telenovelas
As reprises de maior destaque são as das telenovelas. A Rede Globo possui uma sessão dedicada a reprises de telenovelas de sucessos, o Vale a Pena Ver de Novo, no ar desde 5 de maio de 1980, além da Edição Especial, que reprisa novelas das 19h e da 18h desde 6 de dezembro de 2021. O SBT mantém desde 2010 as novelas da tarde onde reprisa algumas novelas, tanto brasileiras como mexicanas, e até mesmo novelas da extinta Rede Manchete. A RecordTV reprisa novelas no horário da tarde e no horário da noite. As emissoras RedeTV!, Rede Vida e Rede Família também tem reprises de novelas.

## Séries

A série mexicana Chaves é um dos conteúdos mais reprisados da televisão brasileira, no SBT

Com formato diferente das telenovelas e possuindo diversos episódios, as séries sempre são reprisadas pelas emissoras.
No SBT, a série mexicana Chaves é a campeã, atravessando gerações e tendo seus episódios reprisados desde a década de 1980. Na RecordTV, a série estadunidense Todo Mundo Odeia o Chris também já foi reprisada diversas vezes.
Na Rede Bandeirantes e na RedeTV! já foram apresentadas reprises de séries como A Feiticeira, Jeannie é um Gênio, Drake e Josh, Kenan & Kel, dentre outras. Desenhos animados também são reapresentados diversas vezes nas emissoras.

## Outras atrações
Eventualmente, alguns programas são reprisados pouco tempo depois de serem exibidos, como forma de horário alternativo. Temos como exemplo o Mais Você e Vídeo Show, que após serem exibidos na Rede Globo, são reapresentados mais tarde no Canal Viva. O SBT também faz reprises de programas de TV entre o final de Dezembro e o começo de Março, durante as férias dos apresentadores. A reprise como Horário Alternativo é muito comum em emissoras menores e nos canais da TV por Assinatura.
Há alguns anos, era muito comum nas grandes redes que, no período de férias dos apresentadores, em geral no fim do ano, os melhores momentos e edições dos programas fossem reprisados nesse período.